# Christus met zingende en musicerende engelen
Christus met zingende en musicerende engelen, ook bekend als het retabel van Nájera, is een drieluik geschilderd aan het einde van de 15de eeuw door Hans Memling en assistenten. Het werk behoort tot de collectie van het Koninklijk Museum voor Schone Kunsten Antwerpen.

## Geschiedenis
Volgens het RKD werd het werk in de periode tussen 1480 en 1492 – de topjaren van Memling – besteld door de benedictijnerabdij in het Spaanse Nájera. Volgens bronnen vormde het daar onderdeel van het hoofdaltaarstuk van de abdijkerk, Santa María la Real van Nájera. Het zou slechts het bovenste deel geweest zijn van een reusachtig altaarstuk, met als hoofdvoorstelling een hemelvaart van Maria, zijpanelen met apostelen en heiligen, een predella en twee reliekschrijnen. Al deze onderdelen zijn verloren gegaan.
In 1895 werd het drieluik aangekocht door het Koninklijk Museum voor Schone Kunsten Antwerpen.

## Voorstelling
De drie panelen tonen Christus te midden van zestien engelen, allen in levensgroot formaat. De zes engelen op het middenpaneel zingen, de engelen op het rechter- en linkerpaneel bespelen diverse muziekinstrumenten. De figuren zijn afgebeeld op een gouden achtergrond, omringd door donkere wolken. Vermoedelijk is het werk geïnspireerd door het Lam Gods, dat ook een voorstelling van zingende en musicerende engelen bevat.

### Christus
De centrale Christusfiguur draagt een kroon en een kristallen bol met kruis, wat hem neerzet als heerser van het christelijke rijk. Op zijn kraag zijn de woorden 'Agios Otheos' ('Heilige God') te lezen. Zijn mantelspeld bevat drie edelstenen, die mogelijks de Heilige Drievuldigheid symboliseren.

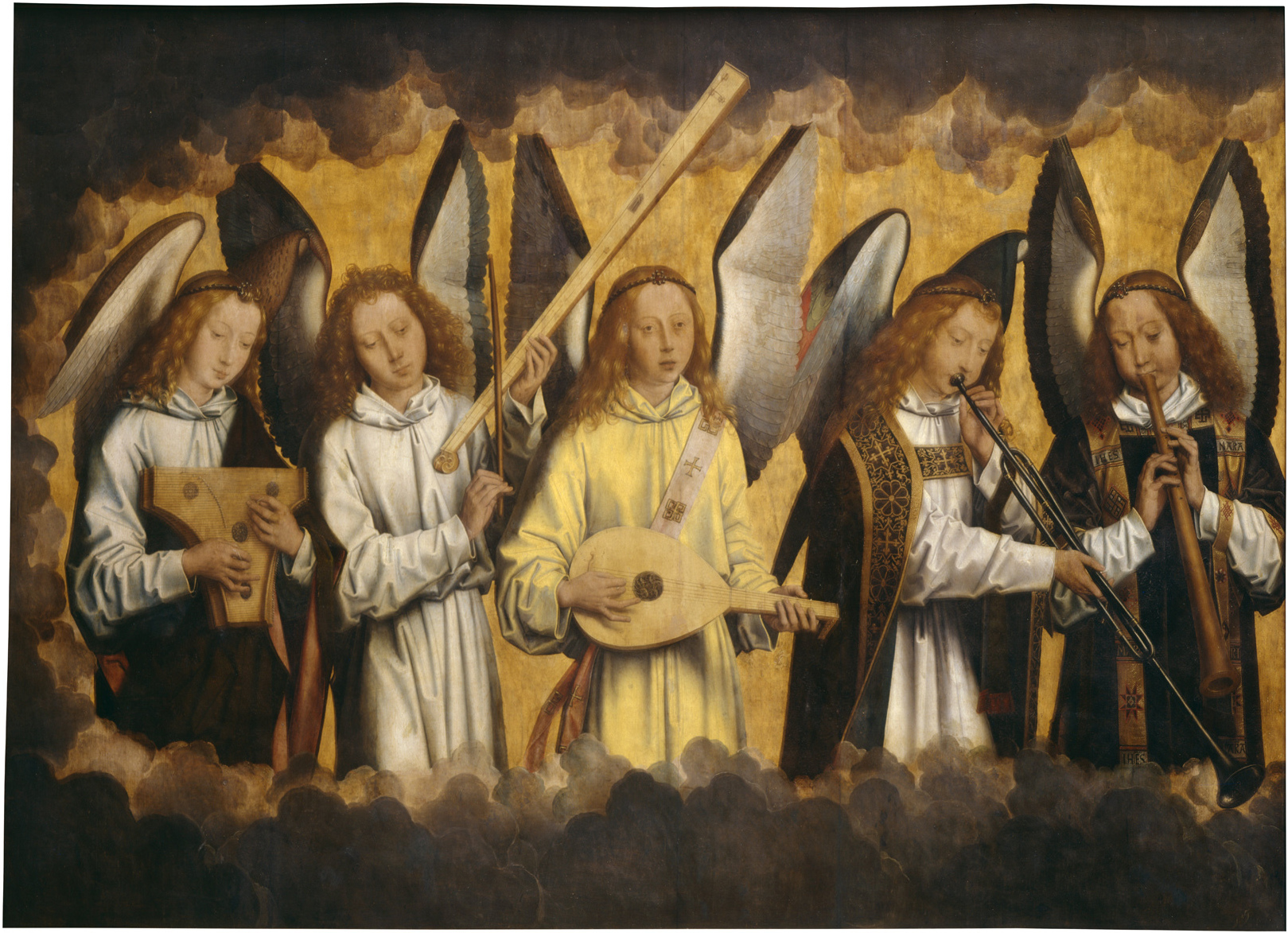
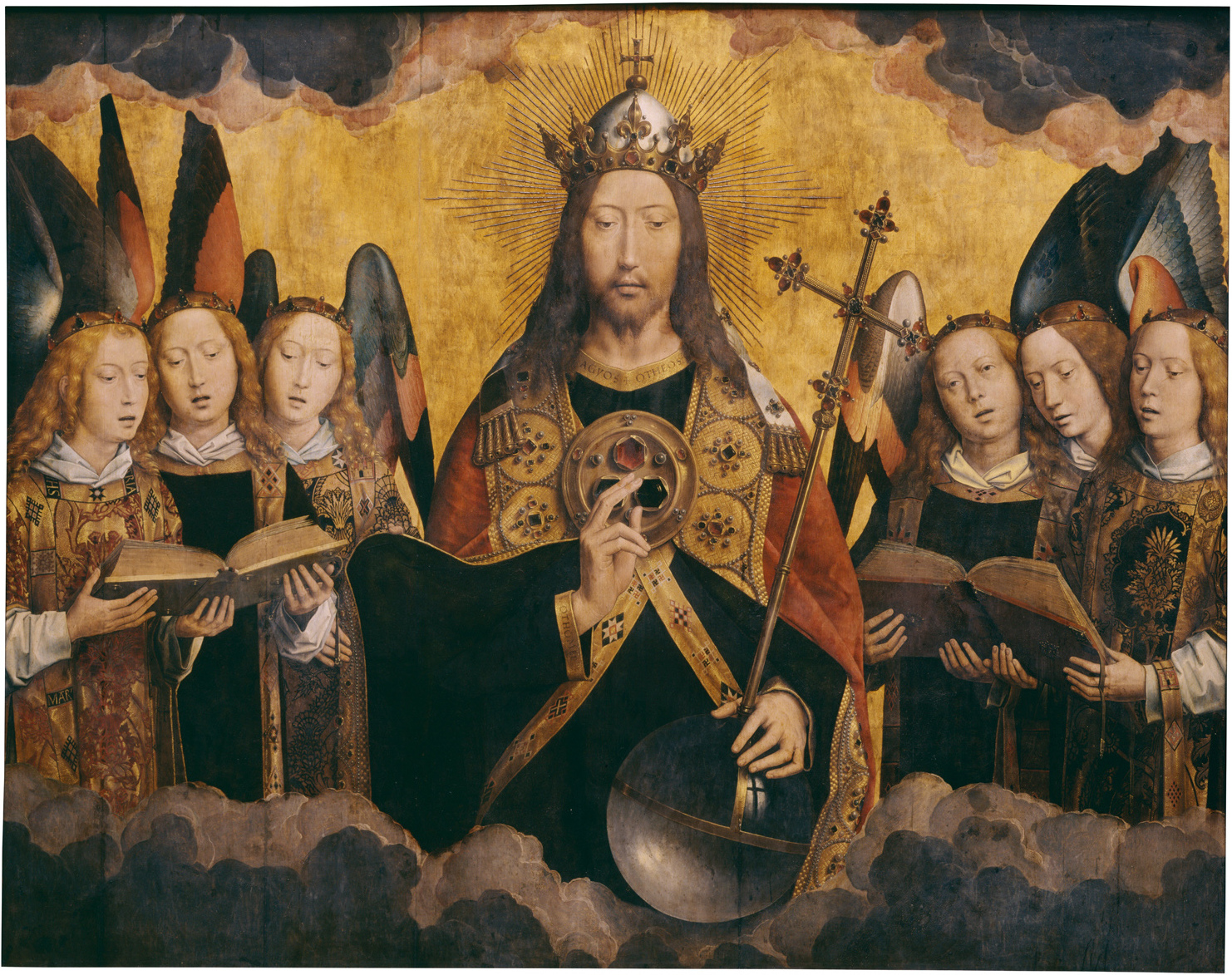
Situatie voor de restauratie.
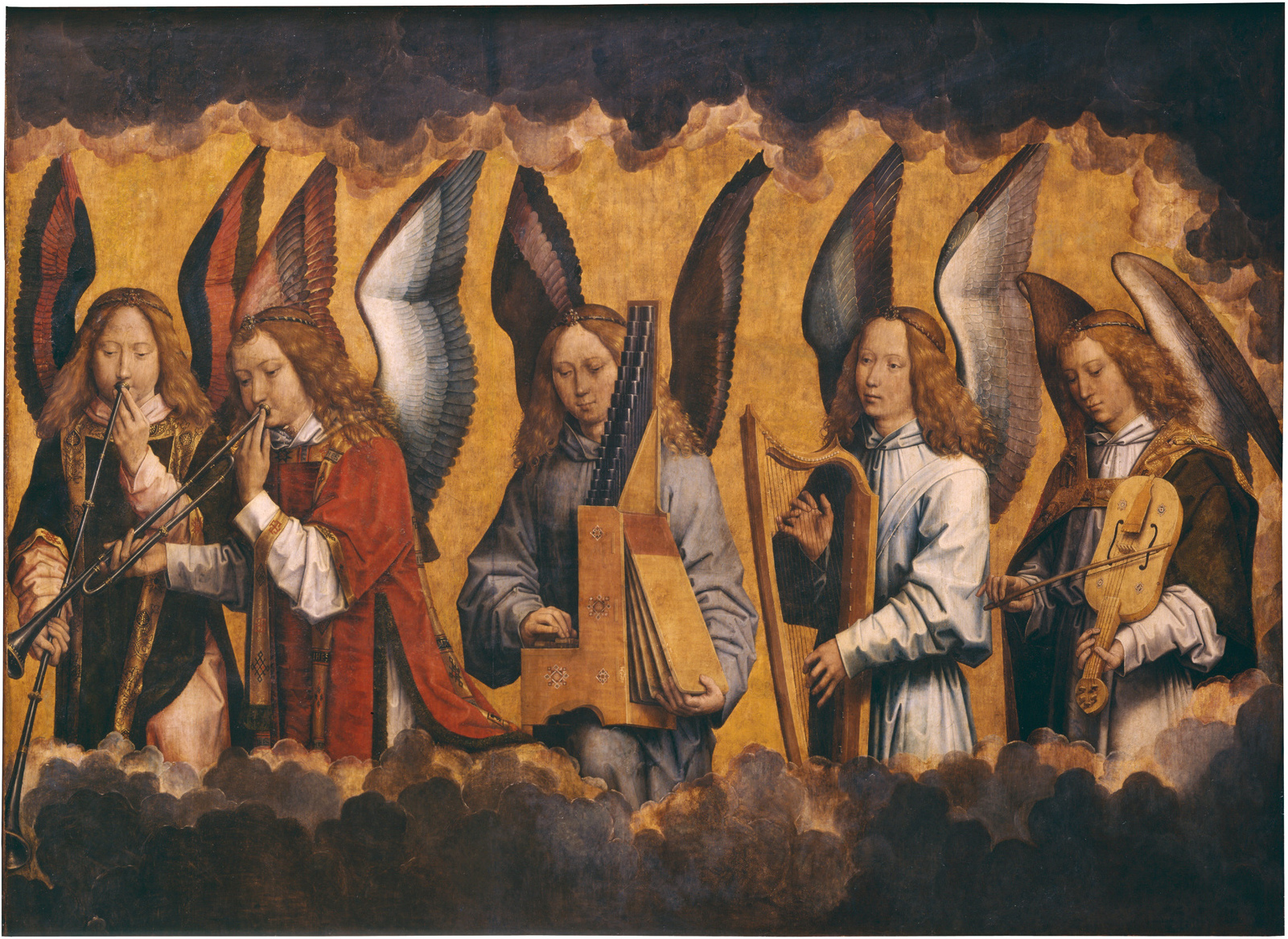

### Engelen met muziekinstrumenten
Een aantal engelen op het schilderij draagt kleding in goudbrokaat en fluweel, met opschriften 'Maria' en 'Jesus', wat zou verwijzen naar de verloren gegane hoofdvoorstelling van Maria Hemelvaart. De engelen op de linker- en rechterpanelen bespelen diverse instrumenten die typisch waren voor die periode: van links naar rechts een psalterium, tromba marina, luit, trompet, schalmei, rechte trompet, trompet in lusvorm, draagbaar orgeltje, harp en vedel.

## Restauratie
Van 2001 tot 2017 werd het werk uitgebreid gerestaureerd. De verflaag was sterk aan het bladderen en is geconsolideerd. Het parket (lattensysteem) aan de achterzijde van het schilderij werd weer beweeglijk gemaakt. Daarnaast hebben de restauratoren vuillagen en oude vernislagen verwijderd, lacunes opgevuld en geretoucheerd en het drieluik van een nieuwe vernislaag voorzien.
Tijdens het onderzoek voor de restauratie zijn verder een aantal interessante ontdekkingen gedaan. De grondlaag van 15de-eeuwse schilderijen ten noorden van de Alpen bestond altijd uit krijt, maar in dit werk werd op een aantal plekken ook gips, en mengsels tussen krijt en gips teruggevonden. Gips was een gebruikelijk materiaal ten zuiden van de Alpen. 
Grote zones van het schilderij waren bedekt met een laag calciumoxalaat, met wisselende diktes. Die laag legde een donkere, grijzige sluier over een aantal kleuren heen. Bij de restauratie is deze vuillaag verwijderd, waardoor het werk veel aan kleur, diepte en detail gewonnen heeft.

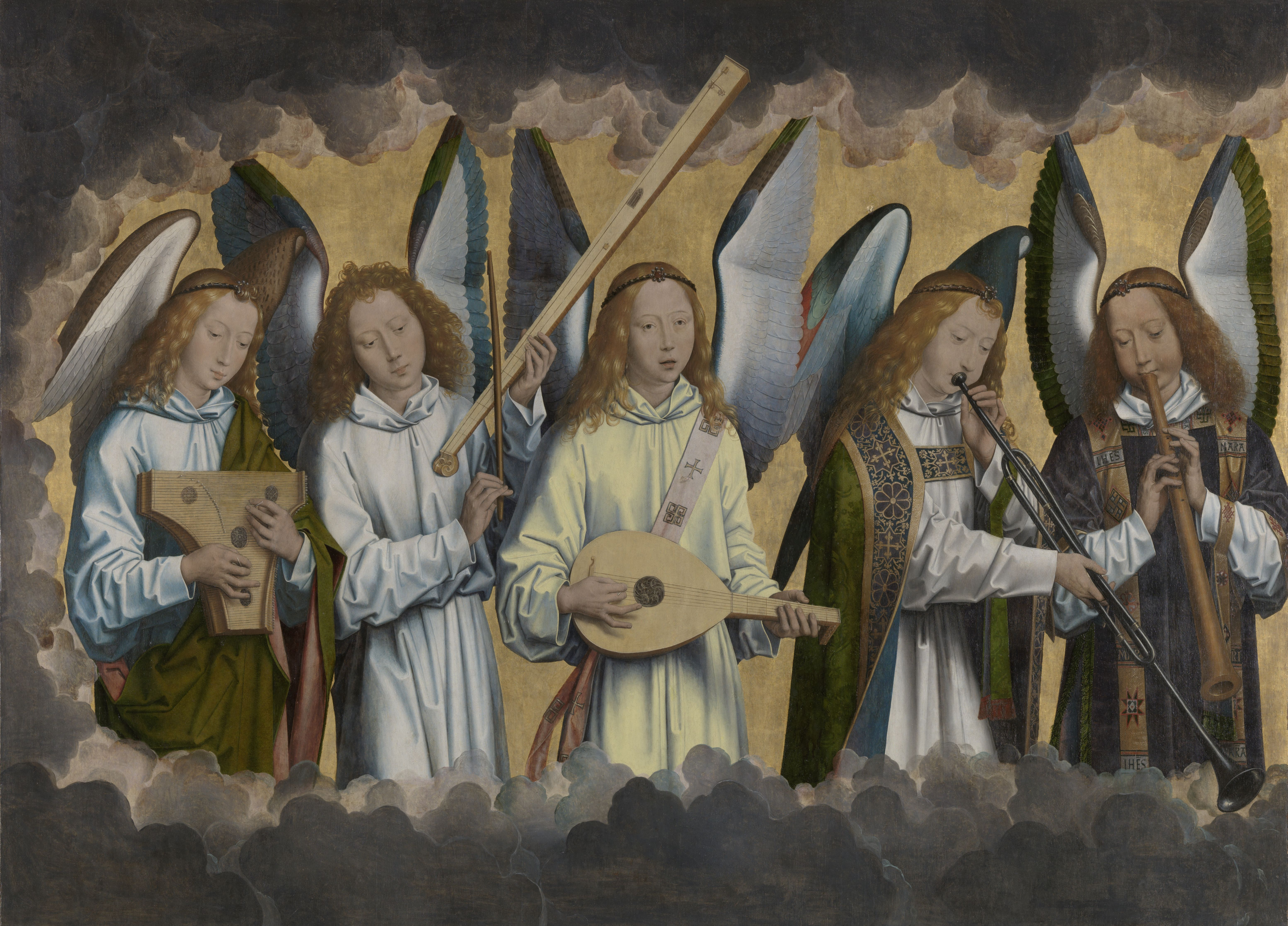
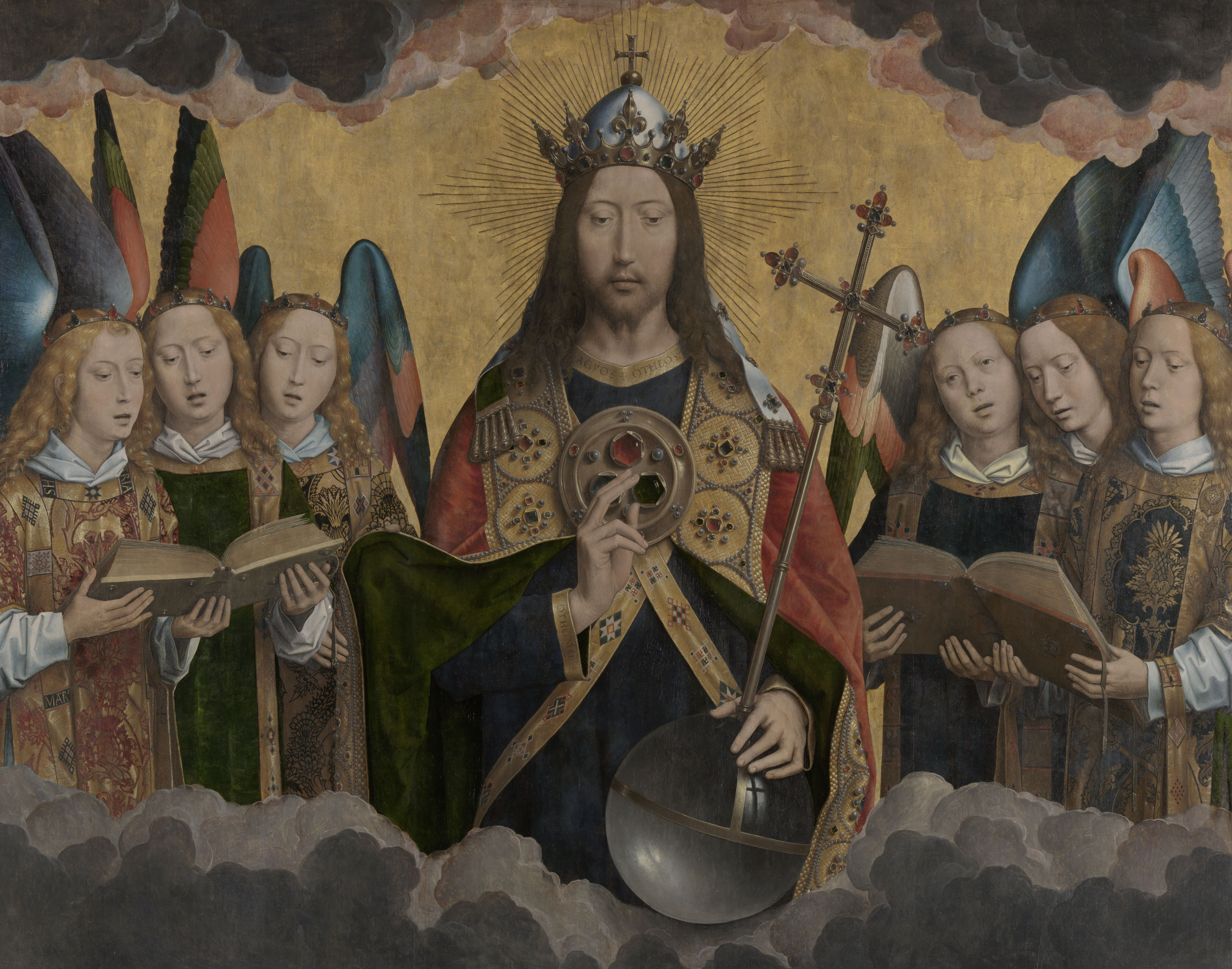
Situatie na de restauratie.
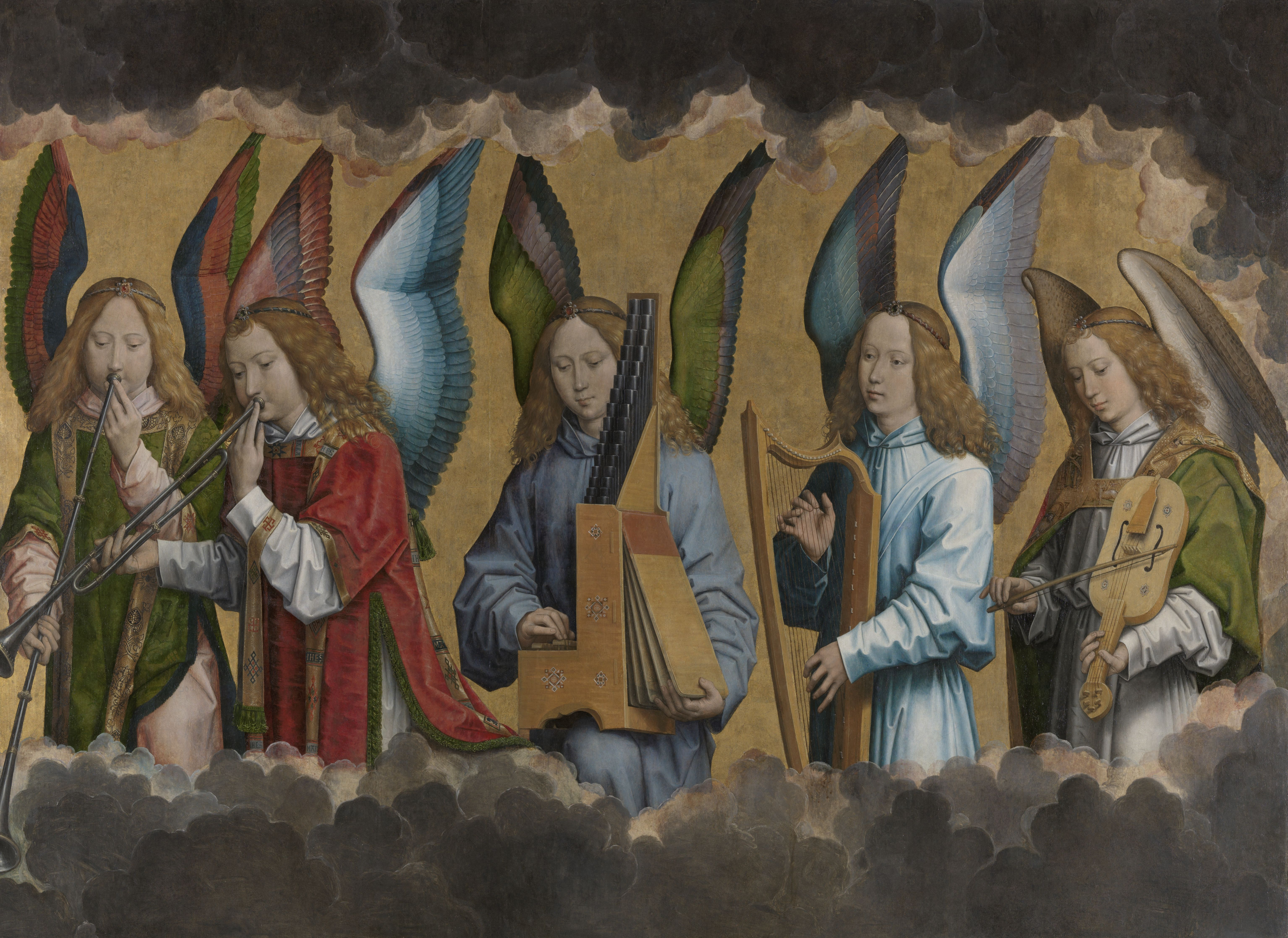

Portret van een man met een rode muts (1465-70) · Het laatste oordeel (1467-71) · Portret van Barbara van Vlaendenbergh (1470-1472) · Portret van een man (1470-75) · Triptiek van Jan Floreins (1479) · Triptiek van Adriaan Reins (1480) · Christus met zingende en musicerende engelen (ca. 1480-94) · Moreeltriptiek (1484) · Man met een Romeinse munt (na 1480)